# Clan Inaba

Emblème (mon) du clan Inaba.

Le clan Inaba (稲葉氏 Inaba-shi) est un groupe de samouraïs prédominant pendant les époques Sengoku et d'Edo. Durant l'époque d'Edo, les Inaba sont identifiés comme un des clans fudai daimyo (« clans intérieurs »), vassaux ou alliés héréditaires du clan Tokugawa, à l'opposé des tozama daimyo (« clans extérieurs »).

## Branches du clan
Le clan Inaba de fudai daimyo est originaire au XVIe siècle de la province de Mino et prétend être composé de descendants de Kōno Michitaka (d. 1374), qui prétend lui-même descendre de l'empereur Kammu (736-805).
- Les membres de la branche principale des Inaba sont descendants d'Inaba Sadamichi (1551-1606)[3], qui fut élevé à ce rang par Oda Nobunaga en 1564[2]. Il est établi en 1585 dans le domaine de Hachiman (40 000 koku) dans la province de Mino[3]. En 1600, lui et ses héritiers sont installés dans le domaine d'Usaki (56 000 koku) dans la province de Bungo, et ses descendants y restent jusqu'à la restauration de Meiji en 1868[2]. Le chef de clan fut anobli comme vicomte (伯爵, hakushaku) pendant l'ère Meiji[3].

- Une branche secondaire des descendants d'Inaba Masanari († 1628), qui s'est battu dans les armées d'Oda Nobunaga et de Hashiba Hideyoshi[3]. Cette branche des Inaba fut créée en 1588[2]. En 1619, elle bénéficie du han du domaine d'Itoigawa (25 000 koku) dans la province d'Echigo. En 1627, son exploitation fut transférée au domaine de Mōka (65 000 koku) dans la province de Shimotsuke. Les descendants résidèrent successivement au domaine d'Odawara (105 000 koku) dans la province de Sagami entre 1632 et 1685, au domaine de Takada dans la province d'Echigo de 1685 à 1701, et dans le domaine de Sakura dans la province de Shimōsa de 1701 à 1723[3]. Les héritiers de Masanari s'établirent par la suite dans le domaine de Yodo (115 000 koku) dans la province de Yamashiro entre 1723 et 1868[2]. Le chef du clan fut anobli comme vicomte pendant l'ère Meiji grâce au système kazoku[3].

- Une autre branche secondaire du clan Inaba fut créée en 1781[2]. De 1785 à 1868, cette branche du clan vécut dans le domaine de Tateyama (10 000 koku) dans la province d'Awa. Le chef du clan fut anobli comme vicomte pendant l'ère Meiji[3].

### Temple du clan
Tōzen-ji, un temple bouddhiste à Edo, considéré comme le temple de beaucoup de clans, est le temple de la branche principale du clan Inaba.

## Membres importants
- Inaba Sadamichi (稲葉貞道, 1551-1606)
- Inaba Masanari (1571-14 octobre 1628)
- Inaba Masamichi (1640-1716), 8e Kyoto shoshidai[1].
- Inaba Masayasu (1640-1684), wakadoshiyori, assassin du tairō Hotta Masatoshi.
- Inaba Masanobu (1749-1806), 34e Kyoto shoshidai[1].
- Inaba Masami (1815-1879), wakadoshiyori, rōjū, commissaire de l'Armée et amiral de la flotte de la Marine Tokugawa.
- Inaba Masakuni (1834-1898), 55e Kyoto shoshidai[1].